# 红毛丹
紅毛丹（学名：Nephelium lappaceum），為東南亞原產之無患子科韶子屬大型熱帶喬木，马来文称之“rambutan”，意为“毛茸茸之物”。成熟的红毛丹果通常是红色的，也有黄色果子的變種。有的红毛丹的核的大小近似于芝麻。

## 名称与词源
紅毛丹在很多语言中的名字都直接使用其马来语名称或其发音音译，如英语、西班牙语。在马亚语中，意思是“头发”，指的是水果的众多毛茸茸的突起，后面加上名词构成后缀。类似的，它在越南语中被称作，意思是“凌乱的头发”。

## 分佈
本種原生於馬來半島、泰國、婆羅洲及蘇門答臘，并被人類引入到其他地方歸化，即：爪哇島、小巽他群島、菲律賓群島、緬甸、寮國、越南、斯里蘭卡、安哥拉、哥斯大黎加、特立尼达和多巴哥等。

## 形態
紅毛丹株高可達15公尺，葉互生，偶數羽狀複葉，小葉卵形或長橢圓形，先端尖，全緣，革質。雌雄同株或異株，圓錐花序，花冠黃綠色。核果球形或卵圓形，果表密被細長軟刺，熟果鮮紅或帶黃色，中央具1凹溝，表面有龜甲紋。果肉由假種皮構成，白色，肉質，透明多汁，酸甜可口，內藏種子1粒，扁卵形。
在東南亞產地，紅毛丹每年開花2次，4~5月、9~10月開花，7~8、12~1月採收果實，成株每株能結果2000~3000粒。
- 白色果肉
- 果皮與核（種子）
- 花序
- 果實及其剖面
- 未成熟的果實

## 分类
本種屬於韶子屬，中國所產的韶子則是本種的變種，其它同屬物種還有海南韶子（N. topengii）等其它23個物種。

### 内部分类
红毛丹受承认的变种已知有兩個，即：
- 韶子 Nephelium lappaceum var. pallens (Hiern) Leenh.：又名毛荔枝，分布于华南至马来群岛
- 黄毛丹 Nephelium lappaceum var. xanthioides (Radlk.) Leenh.：成熟時果皮呈泛黃色，分布于婆罗洲

## 參閱
- 荔枝